# .bl
.bl ist die geplante länderspezifische Top-Level-Domain (ccTLD) für die Antillieninsel Saint-Barthélemy, die am 11. Oktober 2007 auf Grund ihrer offiziellen Aufnahme in die ISO 3166-1 Standardliste von IANA in der Root Zone Database gelistet wurde. Die TLD wurde jedoch bis heute (Stand September 2019) nicht zugewiesen (englisch Not assigned) und befindet sich somit auch nicht in der Root Zone des Domain Name System, genau wie .mf der Nachbarinsel St. Martin. Stattdessen werden häufig die Domains .fr und .gp verwendet.
Diese Top-Level-Domain wurde am 11. Oktober 2007 bei der IANA registriert, da sie mit der offiziellen Aufnahme in die ISO-3166-1-Standardliste entstanden ist. Sie ist eine assoziierte Endung, die in der Regel von der gleichen Vergabestelle verwaltet werden würde, wie die ccTLD .fr. Diese wäre derzeit die AFNIC.